# النمر الأسود: واكاندا للأبد
النمر الأسود: واكاندا للأبد (بالإنجليزية: Black Panther: Wakanda Forever) هو فيلم أبطال خارقين أمريكي صدر عام 2022، مقتبس من قصص مارفل المصورة، ويدور حول شخصية شوري/النمر الأسود. من إنتاج استوديوهات مارفل وتوزيع استوديوهات والت ديزني، وهو الجزء الثاني لفيلم النمر الأسود (2018) والفيلم الثلاثين في عالم مارفل السينمائي (MCU). أخرج الفيلم رايان كوجلر، الذي شارك في كتابة السيناريو مع جو روبرت كول، ويشارك في بطولته ليتيتيا رايت بدور شوري/النمر الأسود، إلى جانب لوبيتا نيونغو، وداناي غوريرا، ووينستون ديوك، وفلورنس كاسومبا، ودومينيك ثورن، وميكايلا كويل، ومابل كادينا، وتينوش هويرتا ميخيا، ومارتن فريمان، وجوليا لويس دريفوس، وأنجيلا باسيت. في الفيلم، يقاتل قادة واكاندا لحماية وطنهم في أعقاب وفاة الملك تشالا.
بدأت أفكار الجزء الثاني من الفيلم بعد إصدار فيلم النمر الأسود في فبراير 2018. تفاوض كوجلر للعودة كمخرج في الأشهر التالية، وأكدت استوديوهات مارفل رسميًا تطوير الجزء الثاني في منتصف عام 2019. تغيرت خطط الفيلم في أغسطس 2020 عندما توفي نجم فيلم النمر الأسود وممثل تشالا، تشادويك بوسمان، بسبب سرطان القولون، حيث اختارت مارفل عدم إعادة اختيار ممثل جديد. تم تأكيد عودة أعضاء فريق التمثيل الرئيسيين الآخرين من الفيلم الأول في نوفمبر من ذلك العام، وتم الكشف عن عنوان الجزء الثاني ليكون النمر الأسود: واكاندا للأبد في مايو 2021. بدأ التصوير في أواخر يونيو في أتلانتا، في كل من استوديوهات ترليث وتايلر بيري، قبل أن ينتقل إلى ماساتشوستس في أغسطس، ولكن تم إيقافه في نوفمبر للسماح لرايت بالتعافي من إصابة تعرضت لها أثناء التصوير. استؤنف التصوير بحلول منتصف يناير 2022 وانتهى في أواخر مارس في بورتوريكو.
عُرض فيلم "النمر الأسود: واكاندا للأبد" لأول مرة في مسرحي إل كابيتان ودولبي في هوليوود، لوس أنجلوس، في 26 أكتوبر 2022، وطُرح في الولايات المتحدة في 11 نوفمبر، كآخر فيلم في المرحلة الرابعة من عالم مارفل السينمائي. وقد حظي الفيلم بإشادة النقاد، وحقق إيرادات بلغت 859.2 مليون دولار عالميًا، ليصبح سادس أعلى فيلم تحقيقًا للإيرادات في عام 2022. وحصد أداء واكاندا للأبد وباسيت العديد من الجوائز والترشيحات، بما في ذلك خمس جوائز أوسكار (فاز بجائزة تصميم الأزياء)، وجائزة واحدة من الأكاديمية البريطانية للأفلام، وست جوائز اختيار النقاد للأفلام (فاز بجائزتين)، وجائزتي غولدن غلوب (فازت بواحدة)، وجائزتي نقابة ممثلي الشاشة. ويجري حاليًا العمل على جزء ثالث من السلسلة.

## القصة
يعاني تيتشالا، ملك واكاندا، من مرض عضال تعتقد شقيقته شوري أنه يمكن علاجه بـ"عشبة على شكل قلب". تحاول شوري إعادة إنتاج العشبة صناعيًا بعد أن أحرقها إريك "كيل مونجر" ستيفنز، لكنها تفشل قبل وفاة تيتشالا.
بعد عام، تتعرض واكاندا لضغوط من دول أخرى لمشاركة الفيبرانيوم الخاص بها، حيث تحاول بعض الجهات سرقته بالقوة. تتوسل الملكة راموندا إلى شوري لمواصلة أبحاثها على العشبة، على أمل خلق نمر أسود جديد للدفاع عن واكاندا، لكنها ترفض لاعتقادها أن النمر الأسود شخصية من الماضي. في المحيط الأطلسي، تستخدم وكالة المخابرات المركزية الأمريكية وقوات النخبة البحرية الأمريكية جهاز كشف الفيبرانيوم لتحديد موقع رواسب محتملة من الفيبرانيوم تحت الماء. تُقتل البعثة على يد مجموعة من البشر الخارقين ذوي البشرة الزرقاء الذين يتنفسون الماء بقيادة نامور، حيث تعتقد وكالة المخابرات المركزية أن واكاندا هي المسؤولة. يواجه نامور راموندا وشوري، متجاوزًا بسهولة أمن واكاندا المتقدم. يُلقي باللوم على واكاندا في سباق الفيبرانيوم، ويوجه إليهم إنذارًا نهائيًا: تسليمه العالم المسؤول عن اختراع كاشف الفيبرانيوم، وإلا سيهاجم واكاندا.
يعلم شوري وأوكوي من عميل وكالة المخابرات المركزية إيفريت ك. روس أن العالمة المعنية هي طالبة معهد ماساتشوستس للتكنولوجيا ريري ويليامز، فيصلان إلى الجامعة لمواجهتها. تُطارد المجموعة من قبل مكتب التحقيقات الفيدرالي ثم من قبل محاربي نامور، الذين يهزمون أوكوي قبل أن يأخذوا شوري وويليامز تحت الماء لمقابلة نامور. غاضبًة من فشل أوكوي في حماية شوري، تجردها راموندا من لقبها كجنرال لدورا ميلاجي وتبحث عن ناكيا، التي تعيش في هايتي منذ حادثة التفكك. يُري نامور شوري مملكته تحت الماء الغنية بالفايبرانيوم، تالوكان، التي يحميها لقرون من اكتشاف العالم. يشعر نامور بالمرارة من العالم السطحي لاستعباده شعب المايا، فيقترح تحالفًا مع واكاندا ضد بقية العالم، لكنه يهدد بتدميرها إذا رفضوا. تساعد ناكيا شوري وويليامز على الهرب، وتقتل حارسًا من التالوكانيين في العملية، فيرد نامور بهجوم على واكاندا، يغرق خلاله راموندا وهي تنقذ ويليامز. يتعهد نامور بالعودة بجيشه الكامل، فينتقل سكان واكاندا إلى جبال جاباري حفاظًا على سلامتهم. في هذه الأثناء، تُلقي زوجته السابقة، مديرة وكالة المخابرات المركزية فالنتينا أليجرا دي فونتين، القبض على روس لتبادله معلومات استخباراتية سرية مع سكان واكاندا سرًا.
بعد جنازة راموندا، تستخدم شوري بقايا العشبة التي منحت شعب نامور قدراتهم الخارقة لإعادة بناء العشبة على شكل قلب. تبتلعه، وتكتسب قدرات خارقة وتلتقي بكيلمونجر في بعد الأسلاف، الذي يتساءل عما إذا كانت ستسعى للانتقام أو ستكون بشرف تي تشالا. ترتدي شوري بدلة النمر الأسود الجديدة وتقبلها قبائل واكاندا الأخرى على أنها النمر الأسود. على الرغم من حث مباكو على السلام، فإن شوري مصممة على الانتقام من نامور لموت راموندا وتأمر بهجوم مضاد فوري على تالوكان. استعدادًا للمعركة، مع تولي آيو منصب جنرال دورا ميلاجي، تمنح شوري درع ملاك منتصف الليل لأوكوي، التي بدورها تجند عضوة دورا ميلاجي أنيكا للانضمام إليها. تصنع ويليامز هيكلًا خارجيًا يعمل بالطاقة يشبه الرجل الحديدي لمساعدة الواكاندا.
باستخدام سفينة بحرية، يجذب الواكاندايون نامور ومحاربيه إلى السطح باستخدام كاشف فيبرانيوم آخر بينما تندلع معركة. حاصرت شوري نامور في طائرة مقاتلة، قاصدةً تجفيفه وإضعافه. تحطمت طائرتاهما على شاطئ صحراوي ودخلتا في قتال. تغلبت عليه شوري، لكنها رأت راموندا في رؤيا، فتوسلت إلى نامور أن يستسلم، عارضةً عليه تحالفًا سلميًا. قبل نامور، وانتهت المعركة. انزعجت نامورا، ابنة عم نامور، من استسلام نامور، لكنه أكد لها أن التحالف الجديد سيسمح لتالوكان بأن تصبح أقوى. عادت ويليامز إلى معهد ماساتشوستس للتكنولوجيا، تاركةً بدلتها، بينما أنقذت أوكوي روس من الأسر. زرعت شوري المزيد من الأعشاب على شكل قلب لضمان مستقبل عباءة النمر الأسود. في غياب شوري، تقدم مباكو للمنافسة على العرش. زارت شوري ناكيا في هايتي حيث أحرقت رداء جنازتها استجابةً لرغبة راموندا، لتسمح لنفسها أخيرًا بالحزن على تيتشالا. في مشهد منتصف شارة النهاية، علمت شوري أن ناكيا وتيتشالا لديهما ابن اسمه توسان، التي كانن ناكيا تربيه سرًا. كشف توسان أن اسمه الواكاندي هو تيتشالا.

## الممثلون والشخصيات
ليتيتيا رايت بدور شوري/النمر الأسود: أميرة واكاندا التي تُصمم تقنيات جديدة للأمة. مُنحت رايت دورًا أكبر في الفيلم بعد وفاة تشادويك بوسمان، الذي لعب دور شقيق شوري الأكبر في أفلام مارفل السينمائية السابقة، ت'شالا/النمر الأسود.
لوبيتا نيونغو بدور ناكيا: مجندة حرب سابقة، جاسوسة سرية لواكاندا، من قبيلة النهر.
داناي غوريرا بدور أوكوي: قائدة فرقة دورا ميلاجي، وهي قوات واكاندا الخاصة النسائية بالكامل، ومنتقمة سابقة. في الفيلم، تتولى أوكوي دور إحدى ملائكة منتصف الليل، إلى جانب أنيكا.
وينستون ديوك بدور مباكو: محارب قوي وزعيم قبيلة جاباري الجبلية في واكاندا. أشار ديوك إلى أنه بعد مشاركة جاباري في أحداث فيلمي المنتقمون: حرب اللانهائية (2018) والمنتقمون: نهاية اللعبة (2019)، لم تعد القبيلة معزولة عن بقية واكاندا.
فلورنس كاسومبا بدور آيو: عضوة ونائبة القائد، تصبح لاحقًا قائدة دورا ميلاجي بعد تجريد أوكويي من مهامها. وهي على علاقة عاطفية بأنيكا.
دومينيك ثورن بدور ريري ويليامز: طالبة في معهد ماساتشوستس للتكنولوجيا ومخترعة عبقرية من شيكاغو، تصنع درعًا يُضاهي درع توني ستارك/آيرون مان.
ميكايلا كويل بدور آنيكا: محاربة واكاندا وعضوة في دورا ميلاجي، على علاقة عاطفية بآيو. في الفيلم، تتولى أنيكا دور أحد ملائكة منتصف الليل، إلى جانب أوكوي.
مابل كادينا بدور نامورا: ابنة عم نامور ومساعدته التي تنظر إليه كأب.
تينوش هويرتا ميخيا بدور نامور: ملك تالوكان، وهي حضارة قديمة لأشخاص ذوي بشرة زرقاء يعيشون تحت الماء، ويشيرون إليه باسم إله الثعبان الريشي كوكولكان. قال هويرتا إن نامور قرر الانخراط في عالم السطح بعد أن كشف تشالا علنًا حقيقة واكاندا في نهاية الفيلم الأول، مما وضع تالوكان في "خطر"، مما دفع نامور وشعبه إلى "اتخاذ إجراءات لحماية أنفسهم". أكد هويرتا أيضًا أن الشخصية متحولة كما في القصص المصورة. قال كوجلر إن نامور "عاش طويلًا جدًا ولا مثيل له من حيث قدراته"، مشيرًا إلى أن الشخصية يمكن أن تكون بقوة ثور وهالك "إذا كان بالقرب من الماء الكافي". وصف هويرتا نامور بأنه بطل مضاد(أنتيهيرو) ، موضحًا أنه كان من المهم له ولكوجلر إضفاء طابع إنساني على الشخصية من خلال جعل دوافعه مفهومة على الرغم من دوره العدائي في الفيلم. ويُجسّد مانويل تشافيز شخصية نامور في شبابه.
مارتن فريمان بدور إيفريت ك. روس: عميل في وكالة المخابرات المركزية (CIA) تربطه علاقات سابقة بواكاندا.
جوليا لويس دريفوس بدور فالنتينا أليجرا دي فونتين: المديرة الجديدة لوكالة المخابرات المركزية والزوجة السابقة لروس.
أنجيلا باسيت بدور راموندا: الملكة الحاكمة لواكاندا، التي تحزن على وفاة ابنها ت'شالا. أوضحت باسيت أن راموندا ستحاول الموازنة بين قيادة شعبها، وكونها أمًا لشوري، وإبعاد التهديدات عن واكاندا، كل ذلك مع حزنها على وفاة ت'شالا، وهو أمر "يصعب عليها التعامل معه". في حين أن باسيت لم تكن راضية في البداية عن مقتل راموندا في الفيلم، طمأنها كوغلر بأن الموت ليس بالضرورة دائمًا في عالم مارفل السينمائي (MCU)، وشعرت أن شخصيتها قد تعود في المستقبل، على غرار عودة الشخصيات إلى الحياة بعد الومضة في نهاية اللعبة.
بالإضافة إلى ذلك، يعيد مايكل ب. جوردان تمثيل دوره في عالم مارفل السينمائي بدور ن'جاداكا / إريك "كيل مونجر" ستيفنز، ابن عم ت'شالا وشوري. ونادو-صن بدور تي تشالا الثاني/توسان، ابن تي تشالا وناكيا.

## شباك التذاكر
حقق الفيلم إيرادات بلغت 453.8 مليون دولار في الولايات المتحدة وكندا، و405.4 مليون دولار في مناطق أخرى، بإجمالي عالمي قدره 859.2 مليون دولار. وهو سادس أعلى فيلم تحقيقًا للإيرادات في عام 2022. وحقق في عطلة نهاية الأسبوع الافتتاحية العالمية 331.6 مليون دولار، مسجلاً ثالث أكبر افتتاح في عصر الجائحة، بعد سبايدرمان: لا عودة إلى الديار (601 مليون دولار) ودكتور سترانج في الأكوان المتعددة المجنونة (452 مليون دولار). حسب موقع ديدلاين هوليوود صافي ربح الفيلم بمبلغ 259 مليون دولار، مع مراعاة ميزانيات الإنتاج والتسويق ومشاركات المواهب والتكاليف الأخرى؛ ووضعته إيرادات شباك التذاكر وإيرادات الوسائط المحلية في المرتبة الخامسة على قائمتهم "لأكثر الأفلام ربحية" لعام 2022.
وفقًا لمجلة هوليوود ريبورتر، كان من المتوقع أن يحقق الفيلم 175 مليون دولار في الولايات المتحدة وكندا في عطلة نهاية الأسبوع الافتتاحية. بحلول نوفمبر 2022، قدرت شركة بوكس اوفيس برو أن تكون عطلة نهاية الأسبوع الافتتاحية للفيلم في الولايات المتحدة وكندا بين 170-205 مليون دولار، وتوقعت أن يحقق الفيلم 435-543 مليون دولار من إجمالي إيراداته المحلية. حقق الفيلم 84.3 مليون دولار في يومه الأول، بما في ذلك 28 مليون دولار من معاينات ليلة الخميس. حقق عطلة نهاية الأسبوع الافتتاحية 181.3 مليون دولار، ليصبح الفيلم الأعلى إيرادات في عطلة نهاية الأسبوع. وقد مثل هذا أكبر عطلة نهاية أسبوع افتتاحية في نوفمبر على الإطلاق، متجاوزًا فيلم مباريات الجوع: ألسنة اللهب (158.1 مليون دولار)، وثالث أكبر افتتاح لفيلم خلال فترة الوباء، خلف سبايدرمان: لا عودة إلى الديار (260 مليون دولار) ودكتور سترانج في الأكوان المتعددة المجنونة (187 مليون دولار).

## الاستقبال النقدي
أفاد موقع تجميع المراجعات "روتن توميتوز" بنسبة موافقة بلغت 84%، بمتوسط تقييم 7.2/10، بناءً على 448 مراجعة. وجاء إجماع نقاد الموقع على النحو التالي: "فيلم "بلاك بانثر: واكاندا للأبد" تكريمٌ مؤثرٌ يُسهم في دفع السلسلة قدمًا، ويُمثل انتصارًا طموحًا ومُجزيًا عاطفيًا لعالم مارفل السينمائي". على موقع ميتاكريتيك، حصل الفيلم على متوسط تقييم 67 من 100، بناءً على 62 ناقدًا، مما يُشير إلى "مراجعات إيجابية بشكل عام". وقد منح الجمهور الذي استطلعت آراءه "سينما سكور" الفيلم متوسط تقييم "A" على مقياس من "A+" إلى "F"، بينما أفاد موقع بوست تراك أن الجمهور منح الفيلم تقييمًا إيجابيًا إجماليًا بلغ 93%، حيث قال 85% إنهم يُوصون به بشدة.

## روابط خارجية
- الموقع الرسمي
- النمر الأسود:واكاندا للأبد على موقع IMDb (الإنجليزية)
- النمر الأسود:واكاندا للأبد على موقع ميتاكريتيك (الإنجليزية)
- النمر الأسود:واكاندا للأبد على موقع روتن توميتوز (الإنجليزية)
- النمر الأسود:واكاندا للأبد على موقع ألو سيني (الفرنسية)
- النمر الأسود:واكاندا للأبد على موقع أول موفي (الإنجليزية)
- النمر الأسود:واكاندا للأبد على موقع بوكس أوفيس موجو (الإنجليزية)
- النمر الأسود:واكاندا للأبد على موقع فيلمافينيتي (الإسبانية)
- النمر الأسود:واكاندا للأبد على موقع قاعدة بيانات الأفلام السويدية (السويدية)
- النمر الأسود:واكاندا للأبد على موقع قاعدة بيانات الفيلم (الإنجليزية)
- النمر الأسود:واكاندا للأبد على موقع ليتربوكسد (الإنجليزية)